# Oxfordshire
Oxfordshire (zkráceně Oxon, latinsky Oxonia) je ceremoniální, nemetropolitní a tradiční hrabství v jihovýchodní Anglii.
Hrabství je jedním z hlavních turistických cílů. Je zde mnoho míst lákajících turisty, např. Oxfordská univerzita či Blenheim Palace, rodiště politika sira Winstona Churchilla. Hlavním střediskem je Oxford, dalšími většími městy jsou Banbury, Bicester a Kidlington.
Nejvyšším místem hrabství je Whitehorse Hill ve Vale of White Horse s 261 m n. m. Tradiční květinou Oxfordshiru je řebčík kostkovaný.

## Administrativní členění
Hrabství se dělí na pět distriktů:
1. City of Oxford
2. Cherwell
3. South Oxfordshire
4. Vale of White Horse
5. West Oxfordshire

## Města v Oxfordshiru
- Abingdon (do roku 1974 v Berkshire)
- Banbury
- Bicester
- Burford
- Carterton
- Chipping Norton
- Didcot (do roku 1974 v Berkshire)
- Faringdon (do roku 1974 v Berkshire)
- Henley-on-Thames
- Oxford
- Thame
- Wallingford (do roku 1974 v Berkshire)
- Wantage (do roku 1974 v Berkshire)
- Witney
- Woodstock

## Hospodářství
Níže je tabulka uvádějící strukturu hospodářství Oxfordshiru. Hodnoty jsou v milionech liber šterlinků.
| Rok  | Přidané hodnoty | Zemědělství | Průmysl | Služby |
| ---- | --------------- | ----------- | ------- | ------ |
| 1995 | 7,607           | 120         | 2,084   | 5,404  |
| 2000 | 10,594          | 80          | 2,661   | 7,853  |
| 2003 | 12,942          | 93          | 2,665   | 10,184 |

## Vzdělání
Oxfordshire má kompletní vzdělávací systém, kde je 23 nezávislých škol a 35 státních škol. Státní školy jsou pro děti ve věku od 11 let do buď 16 nebo 18. Pouze osm škol nemá tzv. sixth form; ty jsou v Jižním Oxfordshiru a v oblasti Cherwellu. Sídlí zde také především Oxfordská univerzita.